# 小坂善之助
小坂 善之助（こさか ぜんのすけ、嘉永6年7月15日〈1853年8月19日〉 - 大正2年〈1913年〉12月21日）は、日本の政治家、実業家。長野県会議員、衆議院議員を務めた。

## 概要
明治23年（1890年）の帝国議会開設以来、4回衆議院議員に当選、中央政界に活躍するかたわら、信濃銀行（現みずほ銀行）を興し、山国長野県の豊富な水資源に着眼して長野電灯を創業、県下で最初の水力発電所をつくった。また信濃毎日新聞の基礎を固めた。

## 来歴・人物

### 生い立ち
信濃国水内郡里村山村（1881年村山村に改称、現長野市）出身。父は3代目善之助（隠居名善三）。善之助の家は3代前に分家したもので、本家は代々名主を務めた豪家だった。
善之助は、少年時代から村の大将格で、村芝居ではつねに主役をつとめた。1878年（明治11年）、家督相続し善之助を襲名した。

### 政治家として
1878年（明治11年）に故郷の里村山村の戸長に選ばれたことが、政治家の道に進むきっかけとなる。1881年（明治14年）に上水内郡選出の長野県会議員となり、1883年（明治16年）には更級郡・埴科郡の郡長に抜擢、次いで南安曇郡・北安曇郡の郡長に抜擢され、道路の改修と橋梁の建設に心血を注いだ。1890年（明治23年）の第1回衆議院議員総選挙で長野1区から衆議院議員に初当選し、以降3期連続で当選した。一時政治活動から身を引くが、1902年（明治35年）に立憲政友会に入党、1904年（明治37年）の第9回衆議院議員総選挙で4度目の当選を果たし復活する。しかし翌1905年（明治38年）6月15日に劇症の脳溢血で倒れたのを機に引退した。

### 実業家として
1881年（明治14年）に信濃日報社の社主・小野憶之進から経営に参画せよとの要請を受けたのを機に、実業界にも進出する。1889年（明治22年）に彰真社（信濃銀行、のち安田銀行へ合併（現みずほ銀行）、八十二銀行に合併した信濃銀行とは別組織）を設立して頭取となり、1897年（明治30年）には長野電灯を設立し、長野市郊外の上水内郡茂管村（現：長野市）に水力発電所を建設して電力史の一ページを飾る。小坂の実業家としての方針は「地域の発展に終生尽くす」であり、実際日本勧業銀行（のちに第一銀行と合併して第一勧業銀行、現在は富士銀行・日本興業銀行と合併してみずほ銀行）が設立された際、副総裁に推薦されたものの辞退していたほどであった。

### 信濃毎日新聞の父として
『信濃日報』は、ライバル紙『信濃毎日新報』との苛烈な販売合戦の影響から経営が悪化していた。『信濃日報』の経営に着手した小坂は、ライバル紙を吸収合併させ、信濃新聞社が発行する『信濃毎日新聞』として再刊行させることで廃刊の危機を乗り越え、秩父事件で初の号外を刊行させるまでに回復させた。
1883年（明治16年）に経営の一切を岡本孝平に譲ってからは信濃毎日新聞の経営からは手を引くが、1898年（明治31年）12月に岡本の後を受けて2代目の株式会社社長に就任した（1890年（明治23年）5月1日に株式会社として発足、初代社長は岡本だった）。山路愛山を初の主筆に迎えて編集の独立を確立し、「社長といえども紙面に干渉せず」の方針で紙面の近代化を図った。
1902年（明治35年）に取締役の前島元助に社長の座を譲るが、1904年（明治37年）社長に復帰する。劇症の脳溢血で倒れた後、1903年（明治36年）から取締役の長男小坂順造が社長代行として経営にあたり、1911年（明治44年）に回復しないまま順造に社長職を禅譲している。
1913年（大正2年）12月21日に小坂が死亡した際、『信濃毎日新聞』は第2面を訃報に充てている。墓所は多磨霊園。

## 家族・親族
- 小坂順造（長男）：信濃毎日新聞の社長・社主を務め、日本発送電総裁・衆議院議員・貴族院議員を歴任[1][5]。
  - 小坂善太郎（孫、順造の長男）：衆議院議員・外務大臣・労働大臣・信越化学工業顧問を務めた[1][2]。
    - 小坂憲次（曾孫、善太郎の次男）：元衆議院議員[1][2]､前参議院議員。

  - 小坂徳三郎（孫、順造の三男）：衆議院議員・運輸大臣・経済企画庁長官・信濃毎日新聞社長を務めた[1][2]。
- 小坂義雄（二男）：大阪商船社員。
  - 小坂雄太郎（孫、義雄の長男）：元信越化学工業社長。岳父に舞出長五郎。
- 小坂武雄（三男）：信濃毎日新聞の社長を（公職追放によるブランクを含め）死去まで、信越放送顧問・長野放送相談役を務めた[1][2]。岳父は伯爵中川久任。
  - 小坂健介（孫、武雄の子）：1993年から2011年まで信濃毎日新聞社長[1]。
  - 小坂壮太郎（曾孫、健介の子）：2011年3月以降、信濃毎日新聞社長
- 花岡ちか（長女）：花岡次郎の妻。娘婿に木村惇。
- 深井はる（次女）：第13代日本銀行総裁の深井英五の妻[1][6]。
  - 萩原結子（孫、はるの長女）：天文学者で文化勲章受章者の萩原雄祐の妻[1][7]。
    - 深井道雄（曾孫、結子の二男、祖父母の養子）：日本開発銀行副総裁
    - 萩原敏雄（曾孫、結子の三男）日本テレビ放送網の社長を務めた[1][2]。
      - 萩原章嘉（玄孫、結子の孫）：読売テレビアナウンサー。
      - 萩原隆雄（同上）：札幌テレビ放送社員、元アナウンサー。
- 関根国（三女）：三菱銀行副頭取・関根善作の妻。
  - 関根太郎（国の長男）：足利銀行社長、岳父に小原直。
    - 深井紀子（太郎の長女）：いとこの深井道雄（上述）の妻
    - 宅間頼子（太郎の二女）：日本原子力学会26代会長（元東京電力）・宅間正夫の妻。

  - 関根長三郎（国の三男）：よみうりランド社長。岳父は正力松太郎。
    - 関根達雄（長三郎の長男）：よみうりランド社長。

  - 斎藤静子（国の長女）は安田信託銀行社長・斎藤利忠の妻。[8]
- 津野田菊以[9]（四女）：津野田是重（陸軍少将・衆議院議員）の妻[10]。
  - 津野田知重：元陸軍少佐（東条英機暗殺計画首謀者の一人・後逮捕免官）、戦後は東京12チャンネル創業者の一人。
- 今井のぶ（五女）：元大倉商事会長の今井文平の妻。
  - 今井兼一郎：元石川島播磨重工業株式会社常務取締役、元日本機械学会会長、元日本品質管理学会会長、元日本大学教授、元日本学術会議会員）。岳父は富田勇太郎。
  - 今井隆吉：元特命全権大使メキシコ国駐箚。
- 田中ふじ（六女）：元企画院技師の田中隆一郎（田中隆三 (政治家)長男）の妻[1][6]。
  - 梅原昭子（孫、ふじの三女）：梅原龍三郎（画家）の長男でフランス文学者の梅原成四の妻[1][2]。